# Десантный вертолётоносец

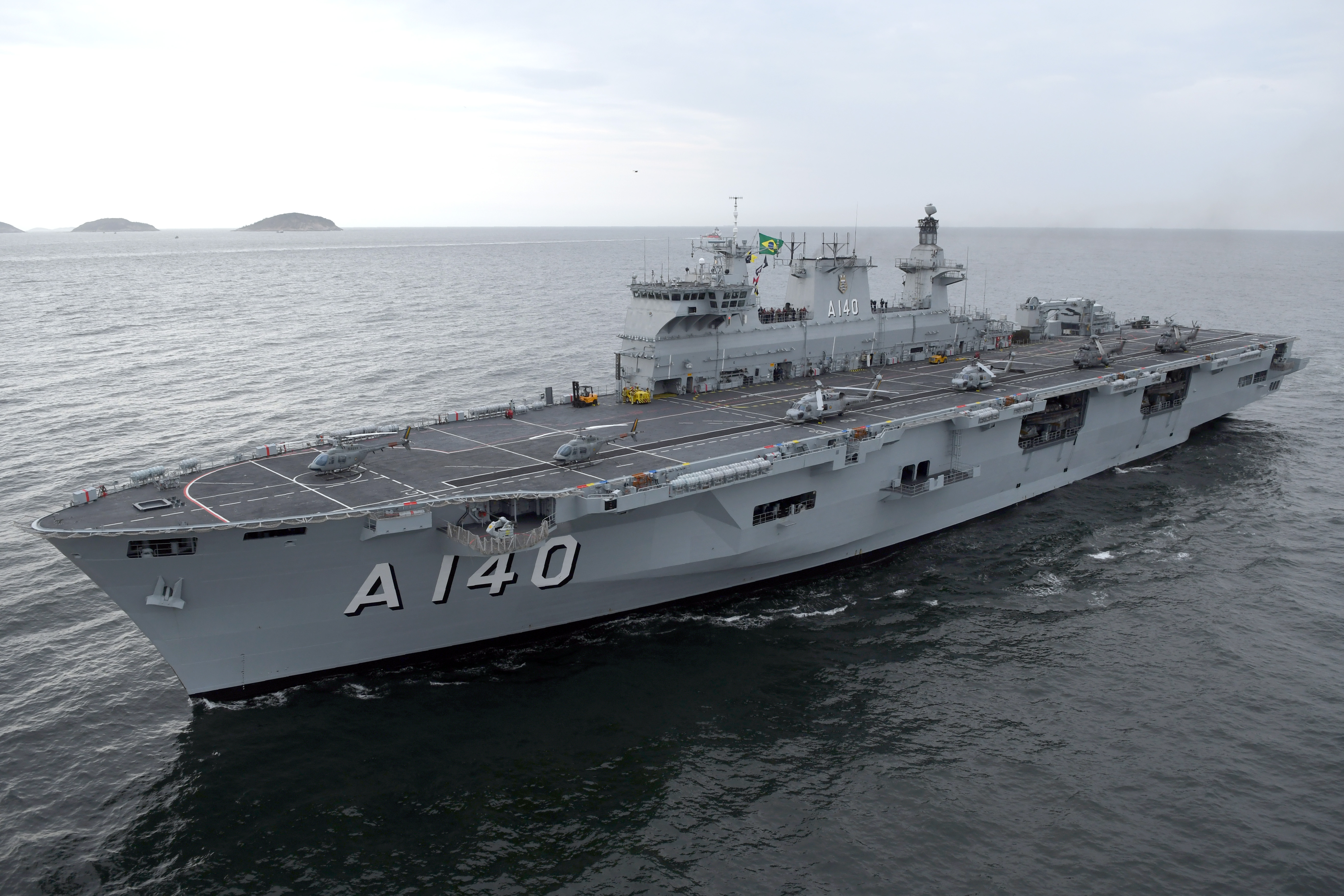
Многоцелевой авианосец «Атлантико»

Десантный вертолётоносец — класс десантных кораблей, чьим основным средством транспортировки морского десанта служат корабельные вертолёты. 

## История
Идея создания кораблей этого типа появились в середине 1950-х годов под влиянием успешного применения вертолётов для высадки морской пехоты в ходе Корейской войны 1950—1953 годов. По итогам десантных операций этой войны была разработана концепция «вертикального охвата», предусматривавшая высадку первой волны десанта с помощью вертолётов, захвата десантниками опорных пунктов противника, и далее беспрепятственную высадку остальных войск и техники. Первым десантным вертолётоносцем стал американский «Тетис Бэй» (англ. Thetis Bay), эскортный авианосец типа «Касабланка», перестроенный в 1955—1956 годах для базирования транспортно-десантных вертолётов и размещения подразделений морской пехоты. В дальнейшем в десантные вертолётоносцы были перестроены ряд устаревших авианосцев флотов США, Великобритании и Франции. Впервые в боевой обстановке были применены в ходе Суэцкой десантной операции 1956 года.

## Десантные вертолётоносцы США

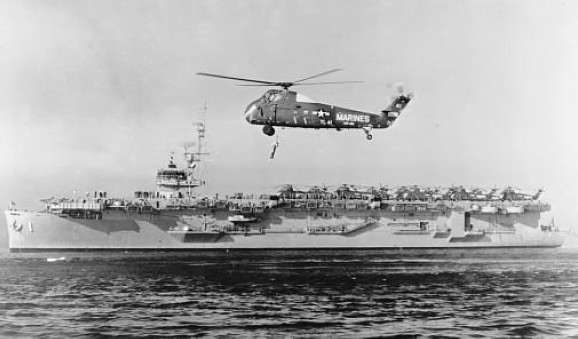
Десантный вертолётоносец «Тетис Бэй».

В 1956 году в строй вступил первый в истории десантный вертолётоносец «Тетис Бэй», перестроенный из эскорного авианосца времён Второй мировой войны. В ходе переоборудования с него сняли катапульту, аэрофинишеры и передний самолётоподъёмник. На корабле оборудовали кубрики для 1000 морских пехотинцев, оснастили его грузовыми лифтами и кранами. Авиагруппу «Тетис Бэя» теперь составляли 20 вертолётов HRS. Эти вертолёты широко применялись в Корейской войне и могли перевозить 8—10 солдат с личным оружием. Однако лишь четыре вертолёта могли стартовать одновременно с полётной палубы.

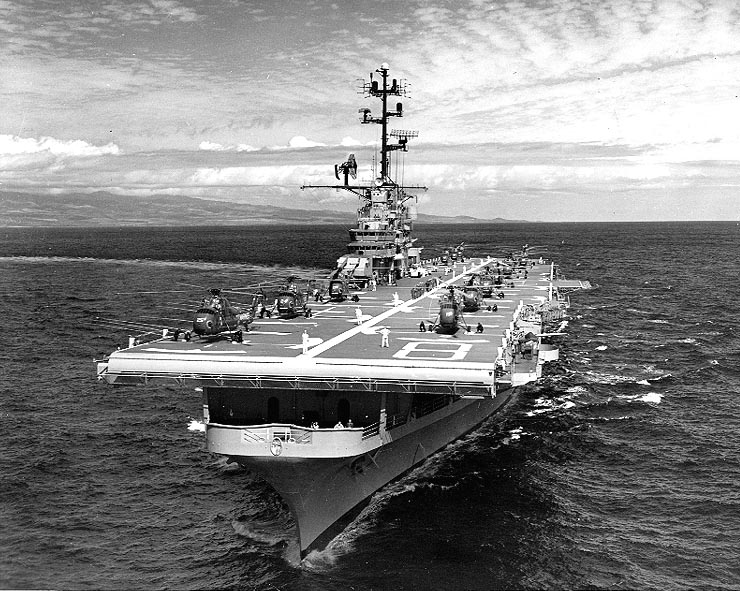
Десантный вертолётоносец «Вэлли-Фордж».

В 1957 году приступили к работам по переоборудованию в десантный вертолётоносец эскортного авианосца «Блок Айленд» типа «Комменсмент Бей». Но в 1959 году работы были прекращены, как по финансовым причинам, так и вследствие выявившихся недостатков «Тетис Бэя». Корпус морской пехоты был недоволен условиями размещения десанта на столь небольшом корабле, моряков не устраивала малая скорость и незначительная дальность плавания. Было принято решения разработать специальный проект десантного вертолётоносца, учитывающий все требования.
С целью обеспечить морскую пехоту возможностью вертолётного десантирования до вступления в строй кораблей новой конструкции, было решено переоборудовать в десантные вертолётоносцы несколько кораблей типа «Эссекс». В 1959—1961 годах переоснащения прошли три авианосца этого типа — «Боксёр», «Принстон» и «Вэлли-Фордж». Имея водоизмещение около 38 000 тонн, скорость до 33 узлов и значительную дальность плавания, они обладали заметно более серьёзными возможностями, нежели «Тетис Бэй». На этих кораблях могло разместиться до 1650 морских пехотинцев и в существенно лучших условиях. Авиагруппа достигала 30 вертолётов и даже более, причём можно было обеспечить одновременный старт до 18 вертолётов. На вооружение этих кораблей поступили тяжёлые вертолёты HR2S и HUS, повысившие возможности десантирования.
Для американского флота в 1960—1969 годах была построена серия десантных вертолётоносцев (англ. LPH) типа «Иводзима», включавшая семь единиц. Эти корабли обеспечивали высадку подразделений морской пехоты численностью до 2000 человек с помощью средних и тяжёлых транспортно-десантных вертолётов типа CH-46 и CH-53. Их боевое применение в ходе локальных войн, в частности, войны во Вьетнаме, показало, что несмотря на солидные возможности, они не в полной мере отвечают требованиям обеспечения десантных операций, так как не могут транспортировать и высаживать на берег тяжёлую технику, что вынуждает использовать их только во взаимодействии с десантными кораблями других классов. В результате, американский флот перешел к строительству универсальных десантных кораблей типа «Тарава».

## Десантные вертолётоносцы Великобритании

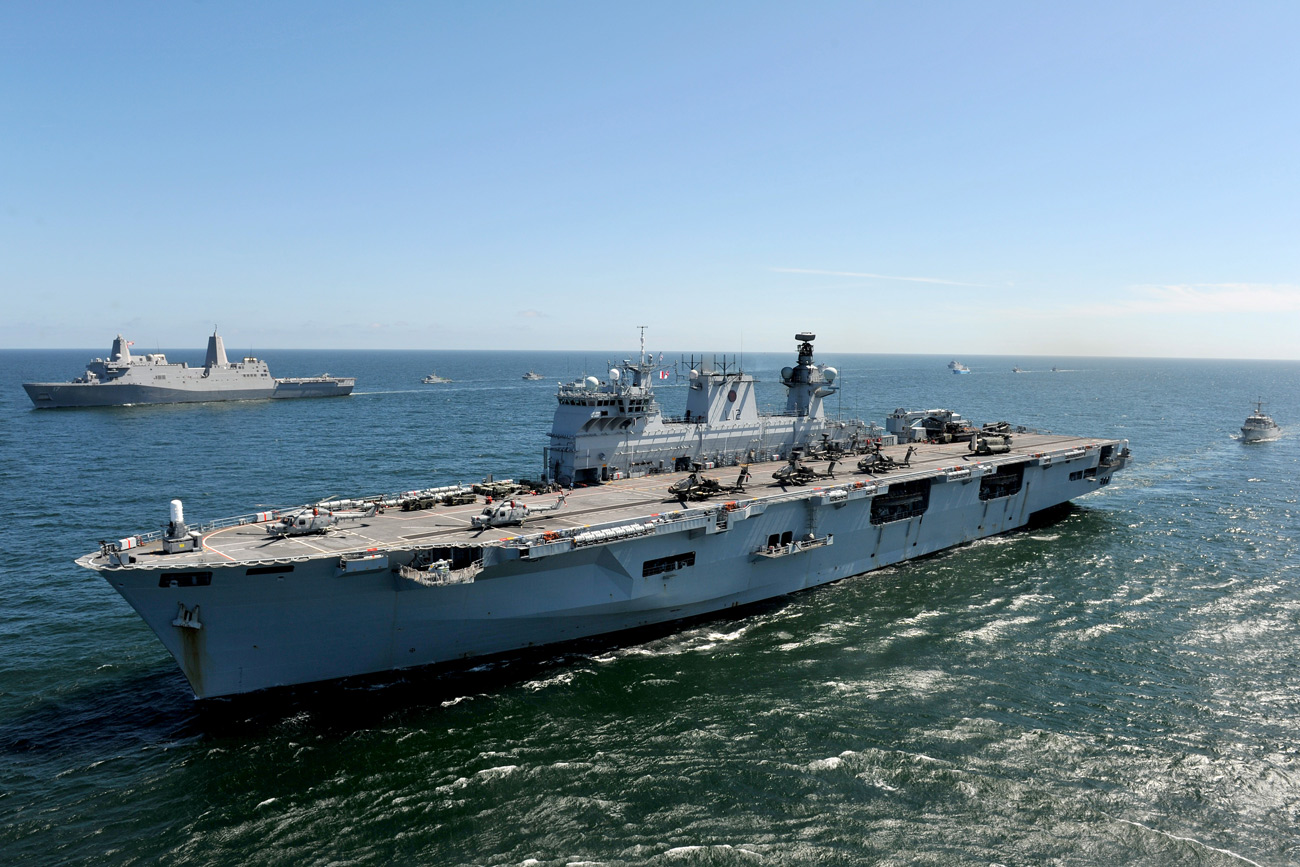
Десантный вертолётоносец «Ocean».

В ходе высадки англо-французских войск в зоне Суэцкого канала в ноябре 1956 года в состав британского корабельного соединения входили лёгкие авианосцы «Оушн» и, принадлежавшие к типу «Колоссус», которые действовали в роли десантных вертолётоносцев, имя на борту подразделения коммандос и вертолёты. «Оушн» нёс 6 вертолётов «Уирлуинд» и 6 «Сикамор», «Тезеус» — 10 «Уирлуинд». На обоих кораблях находилось по 300 коммандос. Несмотря на всемерное облегчение вертолётов, их грузоподъёмность была крайне низкой. «Уирлуинды» могли перевести по 5-7 вооружённых солдат, «Сикаморы» всего лишь по 3 солдата. Вертолётный десант начал высаживаться в Порт-Саиде утром 6 ноября 1956 года. Первой волне из 22 вертолётов удалось высадить лишь 100 солдат. Тем не менее, за 1 час 25 минут удалось за несколько рейсов перебросить на берег 415 человек. Был потерян один вертолёт «Уирлуинд» по причине выработки горючего. Несмотря на эти скромные достижения, десантно-вертолётная операция оказалась, в целом, успешной, хотя решающую роль сыграла крайне низкая боеспособность египетских войск.
Опыт, полученный в ходе Суэцкой десантной операции, привел командование Королевского флота к необходимости специализированных десантных вертолётоносцев. Послевоенная Британия находилась в тяжелом финансовом положении и не могла позволить себе строить большие корабли для новых реактивных самолетов. HMS Ocean, введенный в строй в 1998 году, из-за своих небольших размеров использовался как вертолетная база.